# Agroturystyczne Stowarzyszenie Masywu Śnieżnika
Agroturystyczne Stowarzyszenie Masywu Śnieżnika – organizacja pozarządowa zajmująca się promowaniem gospodarstw agroturystycznych położonych w Masywie Śnieżnika, w Sudetach, na terenie gmin Lądek-Zdrój i Stronie Śląskie
. Siedziba stowarzyszenia znajduje się w Bielicach.

## Historia

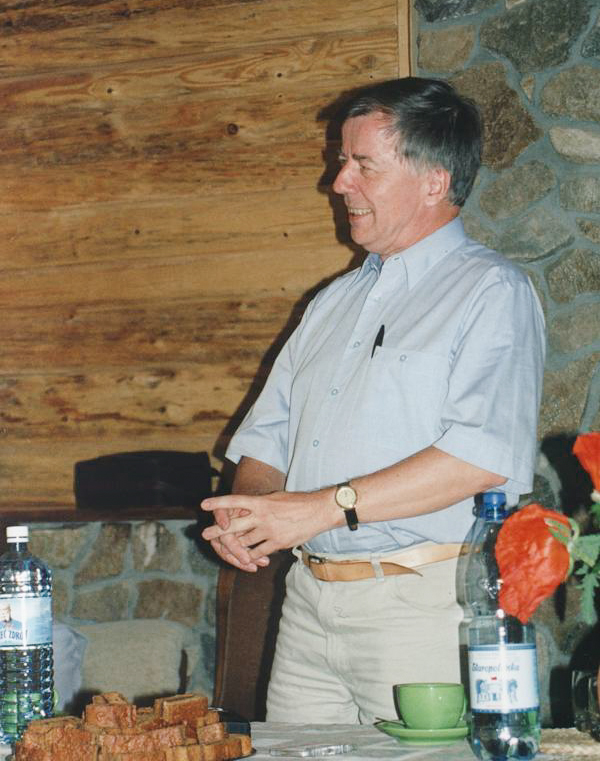
Prof. Jan Miodek na Uniwersytecie w Bielicach

Agroturystyczne Stowarzyszenie Masywu Śnieżnika powstało w 1994 roku jako Agroturystyczne Stowarzyszenie Kwaterodawców Ziemi Wałbrzyskiej z siedzibą w Szczytnej. Organizacja ta zapisała się tym, że w 1996 roku współtworzyła Polską Federację Turystyki Wiejskiej Gospodarstwa Gościnne. W tym samym roku Stowarzyszenie przemianowało się na Sudeckie Stowarzyszenie agroturystyczne z siedzibą w Kłodzku. W późniejszym okresie kilkakrotnie zmieniano jego siedzibę, nazwy oraz obszar działania. Ostatecznie od 2004 roku działa pod obecną nazwą na wschodnim terenie powiatu kłodzkiego.

## Cel działalności
Głównym celem Agroturystycznego Stowarzyszenia Masywu Śnieżnika jest prowadzenie działalności na rzecz rozwoju turystyki wiejskiej. Zajmuje się promowaniem swoich działań na targach, imprezach turystycznych i w mediach, wydawaniem folderów informacyjnych. Organizuje i prowadzi szkolenia. Inicjatywą ASMŚ jest Uniwersytet w Bielicach, powołany do życia w 2002 roku.

## Władze
Zarząd stowarzyszenia składa się obecnie z czterech osób:
- prezes: Anna Sobańskaj-Maj,
- wiceprezes: Maria Wiertelak,
- sekretarz: Jolanta Sadowska,
- skarbnik: Jacek Manke.

## Członkowie

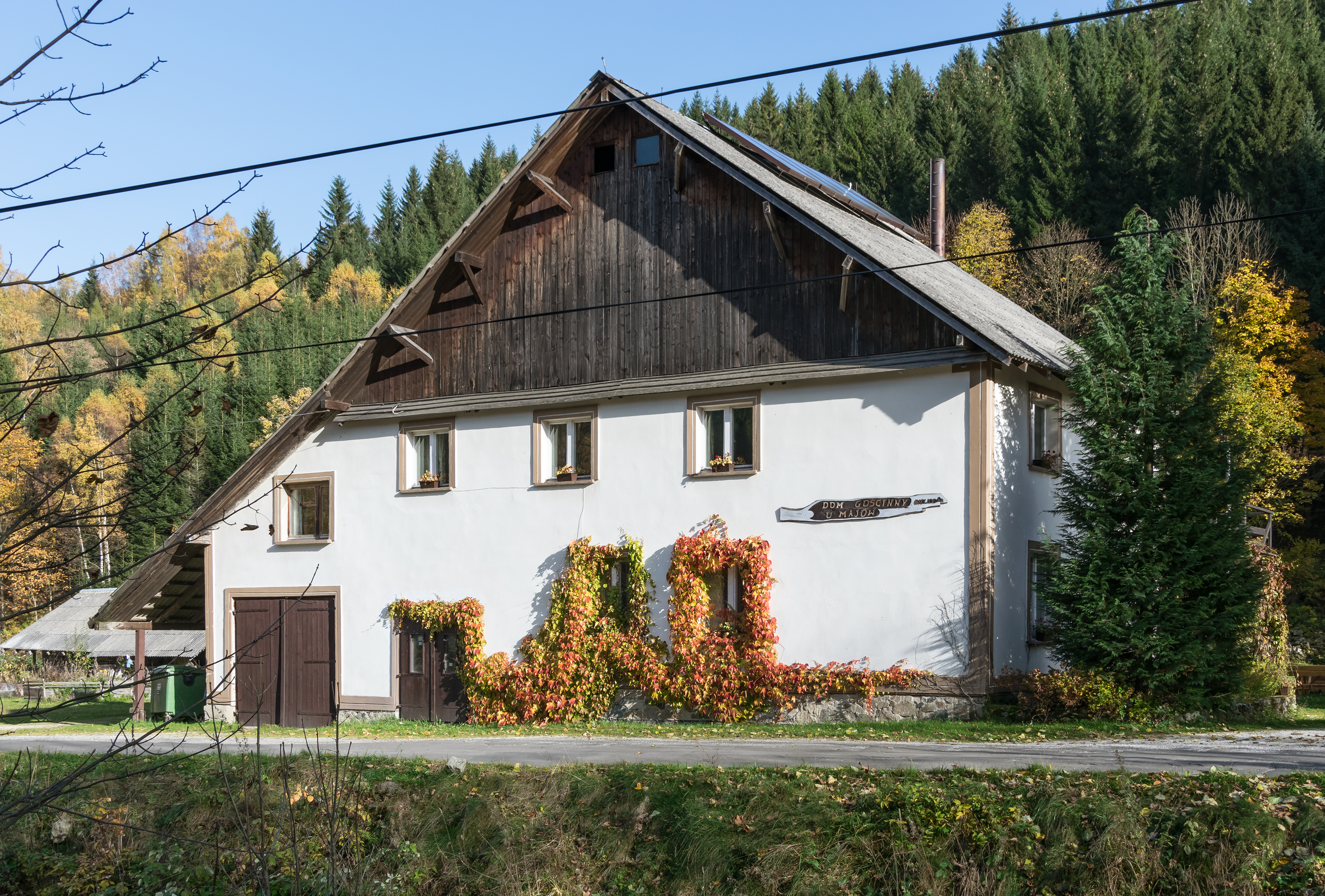
„Dom Gościnny u Majów” w Bielicach – siedziba stowarzyszenia

Agroturystyczne Stowarzyszenie Masywu Śnieżnika obecnie ma 22 gospodarstwa na terenie gmin Stronie Śląskie i Lądek-Zdrój:
- Agroturystyka Cztery Kąty, Alina Kuczwalska – Kąty Bystrzyckie
- Agroturystyka Nad Strumykiem, Anna Stolarczyk – Kąty Bystrzyckie
- Chata Cyborga, Janusz Lignarski – Bielice
- Chatka Cyborga, Jolanta Lignarska – Bielice
- Danielówka, Katarzyna i Daniel Grzelakowie – Stronie Śląskie
- Dom Gościnny U Majów, Anna i Zbigniew Majowie – Bielice
- Dom Skowronki Gospodarstwo Agroturystyczne, Karina i Edward Fuglińscy – Radochów
- Gościnna Zagroda, Barbara i Ryszard Kalińscy – Nowy Gierałtów
- Gospodarstwo Agroturystyczne Kamiz, Jacek Manke – Wójtówka
- Gospodarstwo Agroturystyczne Maciejówka, Władysława i Janusz Gondkowie – Stary Gierałtów
- Gospodarstwo Agroturystyczne Swojska Chata, Wiesława Gordziejewska – Stary Gierałtów
- Gospodarstwo gościnne – Jurkiewicz, Krystyna i Paweł Jurkiewiczowie – Lądek-Zdrój
- Gospodarstwo Gościnne Pod Bukiem, Maria Wiertelak – Kąty Bystrzyckie
- Pod Jesionami, Elżbieta Grześlak – Radochów
- Ranczo, Kazimiera Frodyma – Nowy Gieratów
- Stanica Jesionów, Barbara i Sylwester Dembny – Orłowiec
- Gospodarstwo Agroturystyczne Galosów, Monika Galos – Strachocin
- Gospodarstwo Agroturystyczne Januszkiewicz, Barbara Januszkiewicz – Lutynia
- Gospodarstwo Agroturystyczne Sadowscy, Jolanta i Wojciech Sadowscy – Strachocin
- Gospodarstwo Agroturystyczne Wojciechowska, Malwina Wojciechowska – Stary Gierałtów
- Gospodarstwo Agroturystyczne Binięda, Alicja i Zbigniew Binięda – Bielice
- Gospodarstwo Agroturystyczne Bulska, Alina Bulska – Zwierzyniec